# Carmen Herrera
Carmen Herrera (* 31. Mai 1915 in Havanna, Kuba; † 12. Februar 2022 in New York City) war eine kubanisch-US-amerikanische Malerin der konkreten Kunst, deren Werk in enger Beziehung zur europäischen Avantgarde vor und nach dem Zweiten Weltkrieg steht.

## Leben und Werk
Carmen Herrera wuchs als Tochter zweier Journalisten und jüngstes von sieben Geschwistern auf. Ihre Mutter, Carmela Nieto, war eine bekannte Feministin und eine der ersten weiblichen Journalisten Kubas. Ihr Vater, der früh verstorbene Antonio Herrera, war Herausgeber und Autor der kubanischen Zeitung El Mundo; Carmen Herrera erhielt früh Zeichenunterricht. Mit fünfzehn Jahren wurde sie zur weiteren Ausbildung für ein Jahr nach Paris geschickt. Nach dem Abitur in Havanna studierte sie dort zunächst Architektur. Sie lernte den deutschstämmigen Amerikaner Jesse Loewenthal kennen und heiratete ihn. Im Jahr 1939 zog sie mit Loewenthal nach New York. Dort besuchte sie die Kunstakademie Art Students League of New York und studierte Malerei.
In New York lernte sie Künstler wie Wifredo Lam, Ad Reinhardt und Barnett Newman kennen und fand früh zu einem Stil der abstrakten Geometrie, der jedoch erst in Paris vollendet wurde. Dort lebte Herrera mit ihrem Mann in den Jahren 1948 bis 1954. Sie lernte dort Künstler wie Yves Klein, Josef Albers und Jean Arp kennen, nahm Einflüsse von Piet Mondrian, Kasimir Malewitsch und anderen auf und stellte unter anderem im Salon des Réalités Nouvelles aus. Die Werke Herreras wechselten in dieser Phase zwischen abstraktem und lyrischem Expressionismus. Sie experimentierte auch mit neuen Bildformaten.
1950 reiste sie für einige Zeit nach Kuba, wo Bilder im von Jackson Pollock beeinflussten Stil des abstrakten Expressionismus entstanden. Jedoch fühlte sie sich dort nicht wohl; bald darauf gab sie diese Malweise wieder auf. Nur noch einmal kehrte sie 1963 nach Kuba zurück, um ihre sterbende Mutter noch einmal zu sehen.
1952 schuf sie die ersten radikal geometrischen Abstraktionen, bei denen Linien und Dreiecke im Vordergrund stehen. Es entstand eine Serie schwarz-weißer Streifenbilder, die verschiedene Kippmuster ergeben und Elemente der Op-Art vorwegnehmen.
Das Paar kehrte 1954 nach New York zurück, wo Carmen Herrera ihre Serie Blanco y Verde (1959–1971) konzipierte. Hier lernte sie auch Arbeiten von Josef Albers kennen. In den Gemälden mit grünen und weißen Farbflächen lotete sie experimentell die Grenzen der Malerei aus und reduzierte ihre zweifarbige Malerei weiter, indem sie als wohl erste Malerin die Acrylfarben mit der Rolle auftrug und so jede individuelle Pinselspur eliminierte. In dynamischen Arbeiten wie „Rondo“ oder „Horizontal“ (1965) erzeugte sie Kippbilder, die sich mehrfach lesen lassen. Ab den 1960er Jahren wurden von ihr auch wieder Anklänge an Architektur in ihre Kunstwerke aufgenommen. Die „Estructuras“ sind Wand- oder Bodenobjekte aus bemalten Sperrholzplatten mit überraschenden optischen Effekten. Herrera hielt ihre Arbeiten stilistisch so einfach wie möglich und reduzierte sie auf wenige Farbflächen.
Herrera lebte und arbeitete in New York, wo ihr Mann im Jahr 2000 starb. Nach zehnjähriger Unterbrechung nahm sie 2006 das Malen mit Hilfe eines Assistenten wieder auf. Sie blieb jedoch bis in ihr hohes Alter relativ unbekannt, wozu vielleicht beitrug, dass frühere kleinere Ausstellungen in amerikanischen Galerien die typischen Publikumserwartungen an eine „lateinamerikanische“ Malerin in keiner Weise erfüllten. Auf internationaler Ebene sorgte ihre erste Retrospektive in Europa für Aufmerksamkeit. In dieser Ausstellung im Museum Pfalzgalerie Kaiserslautern waren vom 23. Januar bis 2. Mai 2010 insgesamt 55 Werke von ihr aus dem Zeitraum von 1948 bis 2007 zu sehen. Ab dem 16. September 2016 zeigte das New Yorker Whitney Museum of American Art eine erste Retrospektive ihrer Arbeiten. Die Kunstsammlung NRW zeigte in Kooperation mit dem Whitney Museum vom 2. Dezember 2017 bis zum 8. April 2018 mehr als 70 Bilder von Carmen Herrera unter dem Titel Lines of Sight. Ihren späten Erfolg kommentierte Herrera mit "Ruhm stört bei der Arbeit". 
2020 wurde Carmen Herrera als Vollmitglied (National Academician (NA)) in die National Academy of Design aufgenommen.
Die Tate Gallery in London und das MoMA (Museum of Modern Art) in New York haben bereits fünfstellige Beträge in US-Dollar für ihre Bilder bezahlt. Das abstrakte Bild Verticals, das aus schwarz-weißen vertikalen Streifen besteht und 1952 in Paris entstanden war, erzielte im Mai 2017 bei einer Auktion von Christie’s einen Preis von 751.500 US-Dollar, mehr als das Doppelte des Erwarteten.
Carmen Herrera starb im Februar 2022 im Alter von 106 Jahren in Manhattan. Sie gilt als Pionierin der geometrisch-abstrakten Kunst der Moderne.

## Werke (Auswahl)
Red & Blue, 1993, von Carmen Herrera auf Homepage Arthur, a Digital Museum

Link zum Bild

- 1948, übermalt 1952: Iberic, Rundbild
- 1952: Verticals
- 1958: Equation
- 1959–1971: Blanco y Verde (Serie)
- 1961: Red with White Triangle
- 1965: Rondo, Horizontal, Irlanda
- 1971: Untitled, signalblauer, angewinkelter Raumteiler
- 1976–1978: Days of the Week (7 Bilder)
- 2011: Verde de Noche